# Encrinidae
Encrinidae is een uitgestorven familie van stekelhuidigen uit de klasse van de Crinoidea. Deze vastzittende epifaunale suspensievoeders leefden tijdens het Siluur-Trias. Fossielen van deze familie zijn gevonden in de sedimenten van Oostenrijk, China, Duitsland, Hongarije, Italië, Nieuw-Zeeland, Polen, Spanje, Zwitserland en de Verenigde Staten.

## Geslachten
- Carnallicrinus
- Cassianocrinus
- Chelocrinus
- Encrinus Lamarck, 1801
- Zardinicrinus